# FanDuel Sports Network
FanDuel Sports Network anciennement Bally Sports est un groupe de chaînes de télévision sportive américaine qui appartient à Main Street Sports Group. 
Elle possède plusieurs chaînes régionales afin d'y produire et diffuser les matchs des équipes locales de sport professionnel. Le siège social de Bally Sports se situe dans la région de Los Angeles Westwood. Ses principaux bureaux sont basés à Los Angeles et Houston.

## Historique
Le 17 novembre 2020, Sportico annonce que Sinclair enviseage de renommer les réseaux via un accord de droits de dénomination et est en pourparlers avec plusieurs entreprises impliquées dans les paris sportifs. Le lendemain, Sinclair annonce qu'elle avait conclu une entente avec l'exploitant de casino Bally's Corporation pour acquérir les droits de dénomination dans le cadre d'une entente de 10 ans. L'accord comprend l'intégration du contenu de Bally sur les chaînes et autres propriétés de Sinclair (dont ses chaînes de télévision, Stadium et Tennis Channel), et un mandat donnant à Sinclair la possibilité d'acquérir une participation de 14,9 % dans Bally's Corporation, et jusqu'à 24,9 % si les critères de performance sont respectés.
Le 27 janvier 2021, Sinclair annonce que Fox Sports Networks sera rebaptisé Bally Sports, et l'interruption de Fox Sports Carolinas et Fox Sports Tennessee, leur programmation sportive allant être dispersée sur les chaînes Bally Sports South et Southeast. Pour mieux refléter leurs marchés cibles, Prime Ticket et SportsTime Ohio sont rebaptisés respectivement Bally Sports SoCal et Bally Sports Great Lakes,. En mars 2021, Sinclair révèle que le lancement est prévu le 31 mars, veille du jour d'ouverture de la ligue majeure de baseball.

## Réseau régional FanDuel Sports Network

### Chaînes appartenant à FanDuel Sports Network
- Bally Sports Arizona (en)
- Bally Sports Carolinas
- Bally Sports Detroit (en)
- Bally Sports Florida
- Bally Sports Indiana (en)
- Bally Sports Kansas City (en)
- Bally Sports Midwest
- Bally Sports New Orleans (en)
- Bally Sports North
- Bally Sports Ohio
- Bally Sports Oklahoma (en)
- Bally Sports San Diego (en)
- Bally Sports South (en)
- Bally Sports Southeast
- Bally Sports Southwest (en)
- Bally Sun Sports
- Bally Sports West et Bally Sports SoCal
- Bally Sports Wisconsin
- Bally Sports Great Lakes

### Affiliés
- Comcast SportsNet
  - Comcast SportsNet Bay Area
  - Comcast SportsNet Chicago
  - Comcast SportsNet New England
- MSG Plus
- AT&T SportsNet
  - AT&T SportsNet Pittsburgh
  - Root Sports Northwest
  - AT&T SportsNet Rocky Mountain
  - AT&T SportsNet Utah
- YES Network